# English-Billiards-Weltmeisterschaft
Die English-Billiards-Weltmeisterschaft oder auch World Billiards Championship ist ein internationales Turnier in der Disziplin English Billiards, im Englischen oft auch nur kurz „Billiards“ genannt. 1870 erstmals ausgetragen, wird es seit 1980 jährlich gespielt und ist weltweit eine der ältesten sportlichen Weltmeisterschaften, deren Geschichte bis in die erste Hälfte des 19. Jahrhunderts zurückreicht. Die Veranstaltung war bis zum Jahr 2010 als World Professional Billiards Championship bekannt.

## Geschichte
Die beiden prominentesten Spieler des Spiels English Billiards im frühen 19. Jahrhundert waren Jack Carr und Edwin Kentfield. Carr forderte Kentfield zu einem Meisterschaftsspiel heraus. Ironischerweise starb Carr am Vorabend des Spiels und Kentfield erhielt kampflos den Titel. Diesen behielt er 24 Jahre lang unangefochten. 1849 eroberte John Roberts Sr. den Titel, indem er Kentfield zu einem Spiel herausforderte. Es gab viel Streit um den Tisch und die Taschen und Kentfield beschloss zur Titelverteidigung nicht anzutreten. Er zog es vor, ein pensionierter Champion zu sein, als ein geschlagener. So fiel, in Ermangelung eines Gegners, Roberts Sr. der Titel des Weltmeisters zu. Er sollte ihn für 21 Jahre behalten.
Ende der 1860er Jahre machten die beiden Jünglinge William Cook und John Roberts Jr (Roberts’ Sohn) in der Billardszene Furore. Cook schlug Roberts Jr. 1869 in einem Match und forderte anschließend Roberts Sr. zum Titelkampf heraus. Weil es das erste tatsächlich durchgeführte Spiel um eine Weltmeisterschaft war, einigten sich die Spieler auf eine Reihe spezieller Regeln. Roberts setzte durch die Taschenbreite auf 3 Zoll (≈ 76 mm) zu reduzieren (Originalgröße 3⅝ Zoll ≈ 92 mm). Das „D“ und die Spots wurden so gelegt, dass sie Cooks Spielstärke vom Spot schwächten. Trotzdem war Roberts frühmorgens um 01:38 Uhr geschlagen. Cook gewann den Titel, den neu geschaffenen Pokal, £ 100 und einen Malteserkreuzorden. Sogar der Prince of Wales wohnte dem Spiel in der St. James’ Hall bei. Dieses Match beendete die Vorherrschaft von Roberts Sr. und eine Generation neuer Spieler übernahm das Spiel.
Dieses Spiel war die Initialzündung regelmäßiger Weltmeisterschaften und führte zu zahlreichen Herausforderungen um den Titel. Roberts Jr. und Cook waren die dominierenden Spieler dieser Zeit. Gelegentlich wurden Herausforderungen nicht angenommen, wodurch der Herausforderer gemäß der Regeln nach zwei Monaten zum Weltmeister erklärt wurde. Es gab auch immer noch Unstimmigkeiten bezüglich der Regeln. Viele Spieler bevorzugten den „spot-barred“-Stil, andere die „all-in“-Regeln. Der „spot-barred“-Stil verhindert wiederholtes Versenken der Roten, eine Taktik der „all-in“-Variante, die das Spiel für Zuschauer langweilig machte. Diese Taktik war eine besondere Stärke von William Peall, und er stimmte natürlich zu Gunsten des „all-in“-Spiels.
Es gab drei „all-in“-Wettbewerbe abseits der Weltmeisterschaft, welche Roberts immer noch hielt. Sein Titel wurde nie herausgefordert. Billy Mitchell und Peall waren die erfolgreichsten Spieler der späten 1880er und frühen 1890er Jahren. Im Jahre 1892 versuchte die Billiards Association, die Situation unter Kontrolle zu bringen. Sie genehmigte zwei Meisterschaften, eine „spot-barred“ und eine „all-in“. Roberts ignorierte die beide Wettbewerbe, aber die Turniere fanden trotzdem statt. Der „Meisterschaftstisch“, den Roberts Sr. entworfen hatte, wurde aufgegeben und stattdessen wurde wieder der normale Tisch verwendet. Peall hielt den „all-in“-Titel unangefochten, während Mitchell im „spot-barred“ dominierte.
Nach 5 Jahren ohne Herausforderungen, änderte die Billiards Association 1899 erneut die Regeln. Nach zwei Stößen vom Spot aus musste die Rote zurück auf den Mittelpunkt gesetzt werden, um endlose Wiederholungen von „all-in“-Spielern entgegenzuwirken. Peall akzeptiert dies, obwohl die neue Regel zu Lasten seines Spielvermögens ging. Insgesamt förderte dies den Aufstieg der modernen Version des „English Billiards“, wie es heute noch, mit geringfügigen Abweichungen, gespielt wird.
Bis 1910 gab es viele Herausfordererturniere, aber im Jahre 1911 wurde der Wettbewerb so verändert, dass ein jährliches Turnier stattfand, um den Zustrom neuer Profispieler zu bewältigen. 1934 gewann Walter Lindrum das Turnier. Danach wurde die Weltmeisterschaft für mehrere Jahrzehnte nur unregelmäßig als Herausforderungsspiele (1951 und 1968) gespielt. In den 1970er Jahren fanden diese Herausforderungsmeisterschaften wieder regelmäßig statt. Zeitweise gab es mit der Meisterschaft der World Professional Billiards & Snooker Association (WPBSA) und des Billiards and Snooker Control Council (BASCC) zwei konkurrierende Turniere. Die BASCC stellte ihre Meisterschaft aber Mitte der 1970er-Jahre ein. Dominierender Spieler jener Zeit war Rex Williams.
Seit 1980 wird das Turnier jährlich wieder im K.-o.-System ausgetragen. Die ersten beiden Ausgaben in diesem System gewann Fred Davis, der dadurch im Alter von 66 und 67 Jahren professioneller Weltmeister wurde. Die weiteren 1980er waren von den Spielern her recht offen. Neben Davis konnten nur Rex Williams und Norman Dagley zwei Weltmeistertitel in diesem Jahrzehnt gewinnen. Mit Robby Foldvari (Weltmeister 1986) und dem zweifachen Vize-Weltmeister Eddie Charlton hatten auch Australier in dieser Zeit Erfolge zu feiern. Ab den 1990er-Jahren prägten der Inder Geet Sethi und insbesondere der Engländer Mike Russell das Turnier. Nach und nach gesellten sich zu diesem Führungsduo mehrere weitere Spiele, darunter Peter Gilchrist sowie mehrere Inder. Die 2010er dominierten dann vor allem der mittlerweile für Singapur spielende Gilchrist sowie der Engländer David Causier. Neben Gilchrist wechselte auch Mike Russell für einige Zeit ins asiatische Katar.
Zwischen 2012 und 2014 war die Weltmeisterschaft eine Fusion der professionellen Weltmeisterschaft, nun vertreten durch den erst 2011 gegründeten Verband World Billiards, und der IBSF World Billiards Championship. Die IBSF beendete die Kooperation aber nach nur drei Jahren. Aus dieser Fusion entstammt auch die Idee, die Weltmeisterschaft in zwei verschiedenen Formaten auszutragen (dabei wurden „Punkte“, „Zeit“ und „Long-Up“ gespielt). Seit 2018 beschränkt sich die Weltmeisterschaft auf das Zeitformat, wobei die Ausgaben 2020 und 2021 im Zuge der COVID-19-Pandemie entfielen.

## Ergebnisse
Hauptquellen: English Amateur Billiards Association, A History of Billiards von Clive Everton, Cue Sports India

### Anfänge als Herausforderungsturnier
| Datum          | Sieger           | Ergebnis           | Finalist           |
| -------------- | ---------------- | ------------------ | ------------------ |
| 1825           | Edwin Kentfield  | kl.                | Jack Carr          |
| 1849           | John Roberts Sr. | kl.                | Edwin Kentfield    |
| Februar 1870   | William Cook     | 1200:1083          | John Roberts Sr.   |
| April 1870     | John Roberts Jr. | 1000:552           | William Cook       |
| Mai 1870       | John Roberts Jr. | 1000:752           | Alfred Bowles      |
| November 1870  | Joseph Bennett   | 1000:905           | John Roberts Jr.   |
| Januar 1871    | John Roberts Jr. | 1000:637           | Joseph Bennett     |
| Mai 1871       | William Cook     | 1000:985           | John Roberts Jr.   |
| November 1871  | William Cook     | 1000:942           | Joseph Bennett     |
| April 1872     | William Cook     | 1000:799           | John Roberts Jr.   |
| Februar 1874   | William Cook     | 1000:784           | John Roberts Jr.   |
| Mai 1875       | John Roberts Jr. | 1000:837           | William Cook       |
| Dezember 1875  | John Roberts Jr. | 1000:865           | William Cook       |
| April 1876     | William Cook     | ernannter Champion | ernannter Champion |
| Mai 1877       | John Roberts Jr. | 1000:779           | William Cook       |
| Juli 1878      | William Cook     | ernannter Champion | ernannter Champion |
| November 1880  | Joseph Bennett   | 1000:949           | William Cook       |
| Januar 1881    | Joseph Bennett   | 1000:910           | Tom Taylor         |
| September 1881 | William Cook     | ernannter Champion | ernannter Champion |
| Februar 1885   | John Roberts Jr. | ernannter Champion | ernannter Champion |
| März 1885      | John Roberts Jr. | 3000:2908          | William Cook       |
| Juni 1885      | John Roberts Jr. | 3000:1360          | Joseph Bennett     |

### Inoffizielle „All-in“-Weltmeisterschaft
| Datum        | Sieger         | Ergebnis    | Finalist       |
| ------------ | -------------- | ----------- | -------------- |
| Oktober 1887 | Billy Mitchell | 15000:13733 | William Peall  |
| März 1888    | William Peall  | 15000:5753  | Billy Mitchell |

### „Championship of the World“-Turnier
| Datum        | Sieger         | Ergebnis | Finalist |
| ------------ | -------------- | -------- | -------- |
| Januar 1889  | Billy Mitchell |          |          |
| Februar 1890 | William Peall  |          |          |
| März 1891    | William Peall  |          |          |

### Weltmeisterschaft derBilliard Association
| Datum         | Sieger         | Ergebnis  | Finalist       |
| ------------- | -------------- | --------- | -------------- |
| „All-in“      |                |           |                |
| April 1892    | William Peall  | 5000:1755 | Billy Mitchell |
| „Spot-barred“ |                |           |                |
| April 1892    | Billy Mitchell | 3000:2697 | John North     |
| Februar 1893  | Billy Mitchell | 9000:7525 | John North     |
| Januar 1894   | Billy Mitchell | 9000:8163 | Charles Dawson |

### Herausforderungs-WM derBilliard Association
| Datum         | Sieger          | Ergebnis           | Finalist           |
| ------------- | --------------- | ------------------ | ------------------ |
| Januar 1899   | Charles Dawson  | 9000:4715          | John North         |
| April 1900    | Charles Dawson  | 9000:6775          | Harry Stevenson    |
| Januar 1901   | Harry Stevenson | 9000:6406          | Charles Dawson     |
| April 1901    | Charles Dawson  | 9000:5796          | Harry Stevenson    |
| November 1901 | Harry Stevenson | ernannter Champion | ernannter Champion |
| März 1903     | Charles Dawson  | 9000:8700          | Harry Stevenson    |
| 1908          | Melbourne Inman | ernannter Champion | ernannter Champion |
| März 1909     | Melbourne Inman | 9000:7662          | Albert Williams    |
| April 1909    | Harry Stevenson | ernannter Champion | ernannter Champion |
| Oktober 1910  | Harry Stevenson | 18000:16907        | Melbourne Inman    |

### Weltmeisterschaft desBilliard Control Club
| Datum | Sieger          | Ergebnis    | Finalist        |
| ----- | --------------- | ----------- | --------------- |
| 1911  | Harry Stevenson | 18000:16914 | Melbourne Inman |
| 1912  | Melbourne Inman | 18000:9675  | Tom Reece       |
| 1913  | Melbourne Inman | 18000:16627 | Tom Reece       |
| 1914  | Melbourne Inman | 18000:12826 | Tom Reece       |
| 1919  | Melbourne Inman | 18000:9468  | Harry Stevenson |

### Weltmeisterschaft desBilliards Association and Control Club/Council
| Datum | Sieger         | Ergebnis    | Finalist        |
| ----- | -------------- | ----------- | --------------- |
| 1920  | Willie Smith   | 16000:14500 | Claude Falkiner |
| 1921  | Tom Newman     | 16000:10744 | Tom Reece       |
| 1922  | Tom Newman     | 16000:15167 | Claude Falkiner |
| 1923  | Willie Smith   | 16000:15180 | Tom Newman      |
| 1924  | Tom Newman     | 16000:14845 | Tom Reece       |
| 1925  | Tom Newman     | 16000:10092 | Tom Reece       |
| 1926  | Tom Newman     | 16000:9505  | Joe Davis       |
| 1927  | Tom Newman     | 16000:14763 | Joe Davis       |
| 1928  | Joe Davis      | 16000:14874 | Tom Newman      |
| 1929  | Joe Davis      | 18000:17219 | Tom Newman      |
| 1930  | Joe Davis      | 20198:20117 | Tom Newman      |
| 1932  | Joe Davis      | 25161:19259 | Clark McConachy |
| 1933  | Walter Lindrum | 21815:21121 | Joe Davis       |
| 1934  | Walter Lindrum | 23553:22678 | Joe Davis       |

### Herausforderungsweltmeisterschaften der Nachkriegszeit
| Datum                                                                         | Sieger           | Ergebnis  | Finalist        |
| ----------------------------------------------------------------------------- | ---------------- | --------- | --------------- |
| Turniere des Billiards and Snooker Control Council                            |                  |           |                 |
| Juni 1971                                                                     | Leslie Driffield | 9029:3342 | Jack Karnehm    |
| Januar 1973                                                                   | Leslie Driffield | 9024:4696 | Albert Johnson  |
| Turniere der World Professional Billiards & Snooker Association und Vorläufer |                  |           |                 |
| 1951                                                                          | Clark McConachy  | 9274:6691 | John Barrie     |
| 1968                                                                          | Rex Williams     | 5499:5234 | Clark McConachy |
| 1971                                                                          | Rex Williams     | 9250:4058 | Bernard Bennett |
| September 1973                                                                | Rex Williams     | 8360:4336 | Jack Karnehm    |
| September 1974                                                                | Rex Williams     | 7017:4916 | Eddie Charlton  |
| 1976                                                                          | Rex Williams     | 9015:5149 | Eddie Charlton  |

### K.-o.-System-Weltmeisterschaften der WPBSA
| Datum         | Sieger          | Ergebnis  | Finalist        |
| ------------- | --------------- | --------- | --------------- |
| Mai 1980      | Fred Davis      | 5978:4452 | Rex Williams    |
| November 1980 | Fred Davis      | 3037:2064 | Mark Wildman    |
| 1982          | Rex Williams    | 3000:1785 | Mark Wildman    |
| 1983          | Rex Williams    | 1500:605  | Fred Davis      |
| 1984          | Mark Wildman    | 1045:1012 | Eddie Charlton  |
| 1985          | Ray Edmonds     | 3:1       | Norman Dagley   |
| 1986          | Robby Foldvari  | 3:1       | Norman Dagley   |
| 1987          | Norman Dagley   | 3:1       | Robby Foldvari  |
| 1988          | Norman Dagley   | 7:4       | Eddie Charlton  |
| 1989          | Mike Russell    | 2242:1347 | Peter Gilchrist |
| 1991          | Mike Russell    | 1352:957  | Robby Foldvari  |
| 1992          | Geet Sethi      | 2529:718  | Mike Russell    |
| 1993          | Geet Sethi      | 2139:1140 | Mike Russell    |
| 1994          | Peter Gilchrist | 1539:645  | Mike Russell    |
| 1995          | Geet Sethi      | 1661:931  | Devendra Joshi  |
| 1996          | Mike Russell    | 2534:1848 | Geet Sethi      |
| 1998          | Geet Sethi      | 1400:1015 | Mike Russell    |
| 1999          | Mike Russell    | 2000:832  | Peter Gilchrist |
| 2001          | Peter Gilchrist | 1287:863  | Mike Russell    |
| 2002          | Mike Russell    | 2251:1273 | Peter Gilchrist |
| 2003          | Mike Russell    | 6:4       | Peter Gilchrist |
| 2004          | Mike Russell    | 2402:1349 | David Causier   |
| 2005          | Chris Shutt     | 1620:1365 | Mike Russell    |
| 2006          | Geet Sethi      | 2073:1057 | Lee Lagan       |
| 2007          | Mike Russell    | 2166:1710 | Chris Shutt     |
| 2008          | Mike Russell    | 1823:1342 | Geet Sethi      |
| 2009          | Pankaj Advani   | 2030:1253 | Mike Russell    |
| 2010          | Mike Russell    | 1738:1204 | Dhruv Sitwala   |
| 2011          | Mike Russell    | 1500:558  | David Causier   |

### Weltmeisterschaft als Kooperation zwischenWorld BilliardsundIBSF
| Jahr | Format  | Sieger          | Ergebnis  | Finalist        |
| ---- | ------- | --------------- | --------- | --------------- |
| 2012 | Punkte  | Rupesh Shah     | 6:2       | Matthew Bolton  |
| 2012 | Zeit    | Pankaj Advani   | 1895:1216 | Mike Russell    |
| 2013 | Punkte  | David Causier   | 6:1       | Alok Kumar      |
| 2013 | Long-Up | Peter Gilchrist | 1500:1085 | David Causier   |
| 2014 | Punkte  | Pankaj Advani   | 6:2       | Peter Gilchrist |
| 2014 | Zeit    | Pankaj Advani   | 1928:893  | Robert Hall     |

### Weltmeisterschaft vonWorld Billiards
| Jahr                                                | Format  | Sieger          | Ergebnis  | Finalist        |
| --------------------------------------------------- | ------- | --------------- | --------- | --------------- |
| 2015                                                | Punkte  | David Causier   | 6:1       | Robert Hall     |
| 2015                                                | Long-Up | David Causier   | 1501:1277 | Peter Gilchrist |
| 2016                                                | Punkte  | David Causier   | 8:6       | Dhruv Sitwala   |
| 2016                                                | Zeit    | Mike Russell    | 2224:1115 | David Causier   |
| 2017                                                | Punkte  | David Causier   | 8:4       | Sourav Kothari  |
| 2017                                                | Long-Up | David Causier   | 1500:779  | Peter Gilchrist |
| 2018                                                | Zeit    | Sourav Kothari  | 1134:944  | Peter Gilchrist |
| 2019                                                | Zeit    | Peter Gilchrist | 1307:967  | Sourav Kothari  |
| 2020 und 2021: keine Austragung (COVID-19-Pandemie) |         |                 |           |                 |
| 2022                                                | Zeit    | David Causier   | 1776:1092 | Peter Gilchrist |
| 2023                                                | Zeit    | Peter Gilchrist | 1824:783  | David Causier   |

[veraltet]